# دانیل ساندن-کالبرگ
دانیل ساندن-کالبرگ (انگلیسی: Daniel Sundén-Cullberg؛ ۶ آوریل ۱۹۰۷ – ۲۷ ژانویهٔ ۱۹۸۲) قایقران، و قایقران قایق بادبانی اهل سوئد بود.